# 莽棘齒鱂
莽棘齒鱂 ，為輻鰭魚綱鯉齒目幸鳉科的其中一種。被IUCN列為次級保育類動物。

## 分布
本魚分布於中美洲墨西哥中高地的溪流中。

## 特徵
本魚各鰭圓形，呈黑大理石色，正如其名。背面顏色為暗灰色，體側下方顏色較淺，在喉部和腹部帶有粉紅色；鱗片略帶彩虹色，體長可達5公分。

## 生態
本魚棲息於淡水的河流小溪中，具領域性，性情膽小，喜躲於水草間，屬雜食性。

## 經濟利用
為觀賞性魚類。

## 外部連結
- Froese, R. & Pauly, D. (eds.) (2011). Characodon audax. FishBase. Version 2011-12.